# Regne de Powys
El regne de Powys fou un estat medieval gal·lès, situat a l'est d'aquest país, en la vall del riu Severn i del Tern, que va sorgir després que els romans abandonessin Britànnia. La seva població era d'ètnia celtobritana i durant alguns períodes va estar unit dinàsticament amb el regne de Gwynedd, els seus veïns occidentals. La frontera oriental va recular primer per la pressió exercida pel regne de Mèrcia i segles després per la instal·lació dels cavallers normands en els senyorius de les marques. Durant un temps alguns governants, cèlebres per la resistència al domini anglès, com Llywelyn ap Gruffudd, van ser aclamats pel poble amb el títol de príncep de Gal·les. El regne va deixar d'existir quan Eduard I d'Anglaterra va conquerir tots els territoris gal·lesos el 1283, encara que el darrer rei portés el títol de senyor de Powys per haver traït els seus i col·laborat amb els anglesos.

## Nom

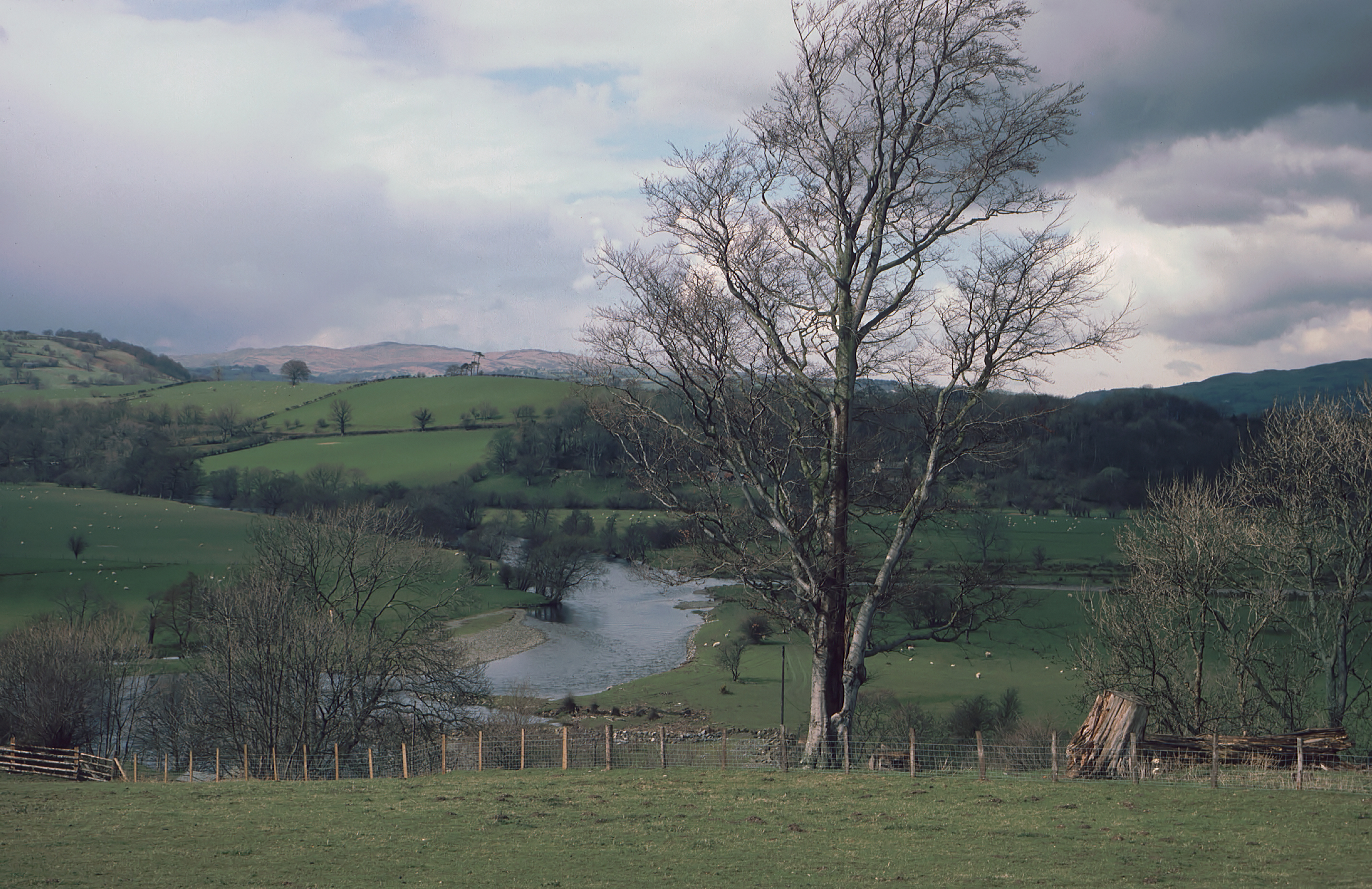
Paisatge de Powys

La paraula Powys es creu que deriva del llatí pagus, «el camp» i de pagenses, «pagesos», el mateix origen del terme francès pays o de l'anglès peasant. Durant la Britànnia aquesta regió va ser una província amb capital a Viroconium Cornoviorum (l'actual Wroxeter), la quarta ciutat més gran de l'illa de la Gran Bretanya.

## Inicis de l'edat mitjana
En l'edat mitjana, el regne de Powys va estar governat per la dinastia Gwerthrynion, una família que deia ser descendent del matrimoni entre Vortigern i Sevira, filla de Magne Màxim, però probablement eren descendents d'una altra dona de Vortigern. Les investigacions arqueològiques han evidenciat que Viroconium Cornoviorum va continuar habitada durant el període que va seguir a l'abandonament dels romans, per tant és molt probable que fos la capital del recent creat regne de Powys. En la Historia Brittonum, escrita vers el 828, llista la ciutat de Caer Guricon com una de les 28 ciutats dels britans, hereves de la Britànnia roma. En els anys següents la població de l'est de Powys va augmentar amb els refugiats que venien expulsats de les seves terres pels mercis. Aquest procés gradual de nous assentaments va durar fins al segle viii.
L'any 549 una malaltia anomenada la Pesta de Justinià —un brot de pesta bubònica— va arribar a l'illa de la Gran Bretanya i el territori de Powys va quedar força despoblat per les morts. En canvi els territoris dels anglosaxons no van ser tan afectats, ja que, en aquella època tenien menys contacte amb el continent. Probablement a causa de la manca de mà d'obra i de la creixent pressió exercida pels regnes anglosaxons, el rei Brochwel Ysgithrog va traslladar la cort a Pengwern, lloc que no es coneix amb exactitud on estava però que podria ser que fos a Shrewsbury, una ciutat tradicionalment identificada amb Pengwern, o potser estava a Din Gwrygon, un indret més fàcil de defensar, ja que està a dalt d'un turó anomenat The Wrekin i que va estar fortificat des de l'edat del ferro.
El 616, l'exèrcit d'Etelfred de Bernícia va envair Powys només per expandir el seu territori, obrint-se pas entre les terres del nord de Gal·les, el regne de Gwynedd i les de Rheged. En la batalla, a prop de Chester, Etelfred va derrotar Selyf ap Cynan i els seus aliats. Segons narra Beda, Etelfred va matar 1200 monjos del monestir de Bangor-on-Dee, perquè pregaven en contra dels angles. El rei de Powys va morir en la batalla i va ser enterrat en l'església de sant Tysilio a Meifod.

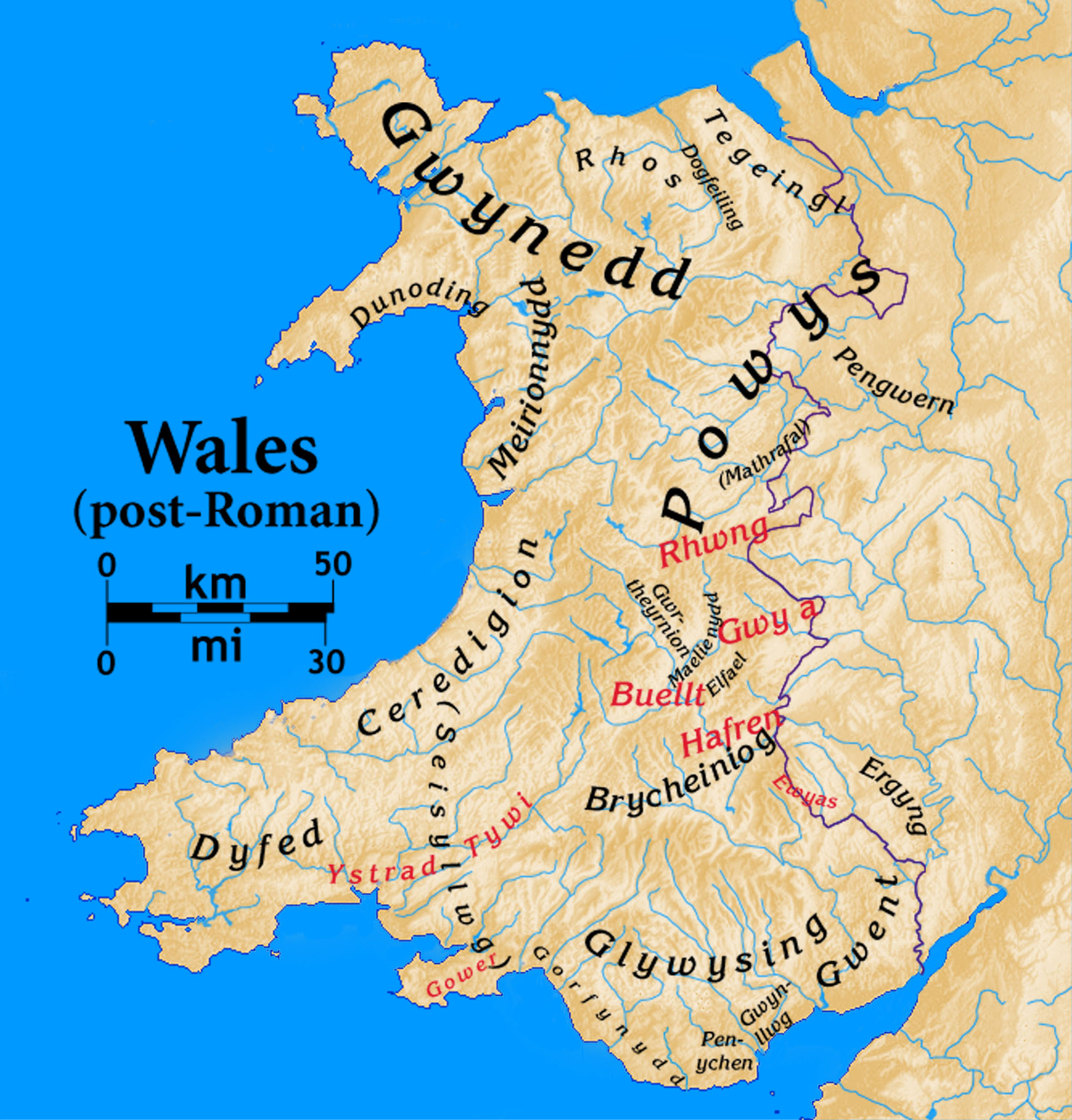
Pengwern a l'extrem nord-est de Powys.

Cynddylan de Pengwern, un general de l'exèrcit de Powys, va estar present en la batalla de Maserfield, com a aliat de Mèrcia contra les tropes de Northúmbria, segons diu el poema èpic Canu Heledd. Després, la regió de Pengwern (l'actual Shropshire) va ser atacada i annexada parcialment a Mèrcia. No és clar, però, si el que diu aquest poema és cert o si només és una suposició del poeta sobre el que veritablement va passar.
Powys en va sortir reeixit en les successives campanyes contra Mèrcia els anys 655, 705-707 i 722. La cort es va traslladar al castell de Mathrafal, situat a la vall del riu Vyrnwy, vers l'any 717, possiblement per decisió del rei Elisedd ap Gwylog. Es diu que els èxits d'Elisedd van fer que el rei Æthelbald de Mèrcia fes reforçar la frontera on està Wat's Dyke. Aquesta frontera prenia la ciutat d'Owestry cap a la banda de Mèrcia, cosa per la qual Powys i els seus veïns angles van estar en disputa durant anys: el 760, el 778, el 784 i el 796, tot i que el rei Offa de Mèrcia va insistir en mantenir la frontera.

## Unions amb Gwynedd
Powys es va unir amb el regne de Gwynedd quan el rei Merfyn Frych de Gwynedd es va casar amb la princesa Nest ferch Cadell, germana del rei Cyngen de Powys, el darrer representant de la dinastia Gwertherion. A la mort de Cyngen, l'any 855, Rhodri el Gran, va esdevenir rei de Powys. Aquesta va ser la base perquè Gwynedd continués reclamant la possessió de Powys durant els següents 443 anys.
A la mort de Rhodri el Gran, el seu reialme va quedar dividit entre seus tres fills i Powys va tocar a Merfyn, els altres dos eren: Anarawd ap Rhodri (Gwynedd nord) i Cadell (Gwynedd sud o Cereidigion). El 942 Hywel Dda, net de Rhodri, i fill de Cadell, es va apoderar de Gwynedd nord a la mort del seu cosí, Idwal Foel. Després va voler Powys a Llywelyn ap Merfyn arranjant un matrimoni entre els seus fills. Hywel va fundar Deheubarth l'any 920 unint les herències materna i paterna, i va mantenir estreta relació amb els anglosaxons, amb visites a la cort d'Etelstan. Hywel va estudiar el sistema legal del recentment creat regne d'Anglaterra i en va fer crear un per aplicar al seu territori, unes lleis que va fer beneir pel papa. A la seva mort el territori es va tornar a dividir entre els seus fills.
El seu net, Maredudd ab Owain, rei de Powys i Deheubarth es va apoderar de Gwynedd. Maredudd va lluitar contra invasions angleses de Powys i contra atacs vikings a la costa de Gwynedd. Quan va morir, l'any 999, Powys va passar al seu net Llywelyn ap Seisyll, (fruit del matrimoni de la princesa Anghared de Powys amb el seu primer marit Seisyll ap Owian), i Deheubarth va quedar repartida entre els seus fills. Gwynedd temporalment va tornar a estar governat pel casal d'Aberffraw. El segle següent es caracteritzaria per un augment en els atacs vikings i per la desaparició del govern de les antigues cases reials.
El fill de Llywelyn, Gruffydd tornaria a unir Powys i Gwynedd, territoris als quals afegiria altres que va conquerir als anglesos, mentre era aclamat pel poble com a príncep de Gal·les. Els seus cosins es van quedar a Deheubarth. A la mort de Gruffydd, el govern d'aquests territoris van passar per diversos governants, que tenien diferents títols, fins que la històrica dinastia de Dinefwr es va tornar a imposar el 1063 en la persona de Maredudd ab Owain ab Edwin.

## El casal de Mathrafal
Es creu que la princesa Anghared (filla de Maredudd ab Owain), amb el seu segon matrimoni amb Cynfyn ap Gwerstan, van ser els fundadors de la dinastia Mathrafal, que pren el nom del castell de Mathrafal, històrica seu dels reis de Powys. El fil d'Anghared, Bleddyn ap Cynfyn va heretar el reialme el 1063, a la mort del seu germanastre Gruffydd ap Llywelyn. Bleddyn (nom que vol dir «llop») va guanyar Gwynedd en una batalla contra Cynan ap Iago, pretendent de la dinastia d'Aberffraw. Aquell mateix any, el rei anglès Eduard el Confessor va atacar Bleddyn.
Bleddyn ap Cynfyn, juntament amb el seu germà Rhiwallon i els anglesos van lluitar contra els invasors vikings. El 1067 es va aliar amb el comte Eadric el Salvatge contra un atac dels normands a Hereford, després el 1068 amb el comte Edwin de Mèrcia i amb el comte Morcar de Northúmbria contra un altre atac dels normands. El 1070 va derrotar els seus nebots, fills de Gruffydd ap Llywelyn, en la batalla de Mechain, per apoderar-se de Gwynedd. Bleddyn ap Cynfyn va morir el 1075 mentre estava a Deheubarth guerrejant contra Rhys ab Owain. Amb la mort de Bleddyn, Powys va passar als seus fills i després als seus nets, mentre que Gwynedd va passar al seu cosí Trehaearn ap Caradog, que va morir el 1081 en una batalla a Mynydd Carn, i llavors va tornar al govern la dinastia d'Aberffraw, en la persona de Gruffudd ap Cynan. Powys va ser dividit entre els fills de Bleddyn: Iorwerth, Cadwgan i Maredudd.
Quan Guillem de Normandia va conquerir Anglaterra, va situar cavallers normands per assegurar el territori fronterer amb els regnes gal·lesos, senyorius que va anomenar les marques. Vers el 1086, Roger II de Montgommery es va construir un castell a prop d'un gual del riu Severn. A poc a poc altres cavallers normands es van anar instal·lant i pel 1090 ja tenien el control de gairebé tot Powys. Els tres fills de Bleddyn ap Cynfyn van liderar la resistència a aquesta ocupació i vers el 1096 van recuperar la major part, inclòs el castell de Montgomery. Roger Montgomery es va revoltar contra el rei Guillem II d'Anglaterra i aquest li va confiscar les terres al seu fill Robert Belleme l'any 1102.
Al llarg dels segles xii i xiii, els reis del casal de Mathrafal es van esforçar per mantenir la possessió de Powys i de Gwynedd disputades pels cavallers normands de les marques. Després del 1160, quan va morir Madog ap Maredudd i el seu fill designat com a successor, Llywelyn ap Madog, va morir el reialme es va desintegrar i va quedar dividit en dos principats: el nord (Powys Fadog) i el sud (Powys Wenwynwyn). La zona nord estava a favor de les aspiracions d'independència de la veïna Gwynedd, governada per Owain Gwynedd, Llywelyn Fawr i Dafydd ap Llywelyn. La zona sud va estar de pica baralla amb els prínceps de Gwynedd. Vers el 1263 tot Powys va aclamar Llywelyn ap Gruffudd com a príncep de Gal·les, però Gruffydd ap Gwenwynwyn, senyor de Powys Wenwynwyn, no li va ser lleial i l'any 1274 es va exiliar a Anglaterra. Els anglesos van muntar una campanya militar contra Llywelyn el 1276. En la batalla final el 1282 les forces de Gruffydd ap Gwenwynwyn van ser decisives per la captura de Llywelyn, el la qual també van participar Roger Lestrange d'Ellesmere i Roger Mortimer.

## El Powys anglès

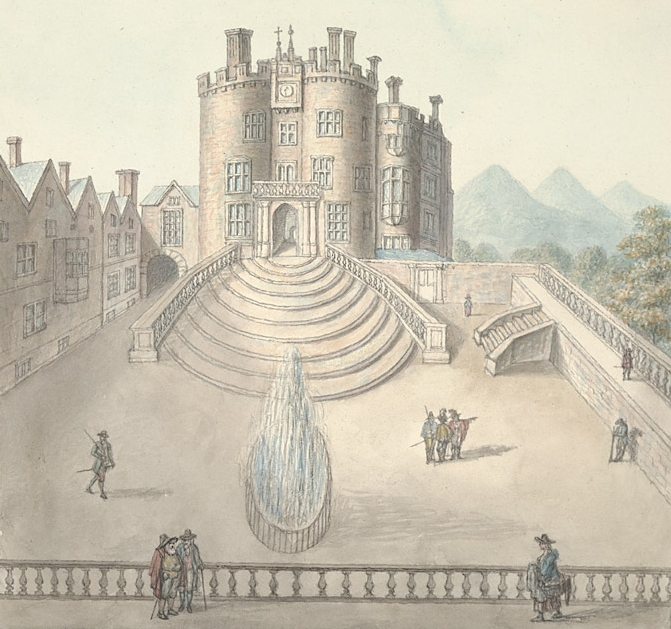
El castell de Powis en un dibuix del 1794.

Owen de la Pole, fill del traïdor Gruffydd ap Gwenwynwyn, va donar el sud de Powys (Powys Wenwynwyn) al rei Eduard I d'Anglaterra el 1283, el qual li va concedir el govern com a senyor de la marca. El títol va passar als seus descendents fins al 1587, en què el van vendre a sir Edward Herbert, els descendents del qual van pujar al títol de barons de Powis, primer, després al de marquesos i finalment a comtes de Powis, els quals van viure al castell de Powis.
El Powys nord (Powys Fadog) va canviar de nom i es va dir senyoriu de Bromfield i Yale (pronunciat /ˈbrɔ́m.fiːld/ /iâl/), però els senyorius de Glyndyfrdwy i la meitat de Cynllaith (anomenada després Cynllaith Owain), més Sycharth, van romandre en mans de governants gal·lesos fins a la derrota d'Owain Glyndŵr.
La paraula Powys va deixar de fer-se servir quan, en aplicació de la lleis de la renovació administrativa del 1535–1542, les antigues marques i senyorius van quedar incorporades en els comtats de Denbighshire i Montgomeryshire. El terme Powys es va recuperar quan amb la llei de reforma administrativa del 1974 es van unificar Montgomeryshire, Brecknockshire i Radnorshirecreated en un sol. Aquesta unió no tenia gaire a veure amb el passat històric, ja que Brecknockshire no va formar part de l'antic reialme, Radnorshire no en va formar part fins a l'expansió del segle x, i grans àrees del nord de l'antic Powys estaven ara dins del comtat de Clwyd.

## Llista de reis
Casal de Gwertherion
- Gwrtheyrn
- Cadeyern Fendigaid c.430 – 447
- Cadell Ddyrnllwg c. 447 – 460
- Rhyddfedd Frych c. 480
- Cyngen Glodrydd c. 500
- Pasgen ap Cyngen c. 530
- Morgan ap Pasgen c. 540
- Brochwel Ysgithrog c. 550
- Cynan Garwyn (? – 610)
- Selyf ap Cynan (610 – 613)
- Manwgan ap Selyf (613) Primer mandat
- Eiludd Powys (613 – c. 642)
- Manwgan ap Selyf (642 – 655) Segon mandat
- Beli ap Eiludd 655 – c. 695
- Gwylog ap Beli (695? – 725)
- Elisedd ap Gwylog (725 – 755?)
- Brochfael ap Elisedd (755? – 773)
- Cadell ap Brochfael (773 – 808)
- Cyngen ap Cadell (808 – 854)

Casal de Manaw
- Rhodri Mawr (854 – 878)
- Merfyn ap Rhodri (878 – 900)
- Llywelyn ap Merfyn (900 – 942)
- Hywel Dda (942 – 950)
- Owain ap Hywel (950 – 986)
- Maredudd ab Owain (986 – 999)
- Llywelyn ap Seisyll (999 – 1023)
- Rhydderch ab Iestyn (1023 – 1033)
- Iago ab Idwal (1033 – 1039)
- Gruffydd ap Llywelyn (1039 – 1063)

Prínceps Mathrafal de Powys
- Bleddyn ap Cynfyn (1063 – 1075)
- Iorwerth ap Bleddyn (1075 – 1103) part
- Cadwgan ap Bleddyn (1075 – 1111) part
- Owain ap Cadwgan (1111 – 1116) part
- Maredudd ap Bleddyn (1116 – 1132)
- Madog ap Maredudd (1132 – 1160)

Prínceps de Powys Fadog (Powys del Nord)
- Gruffydd Maelor (1160 – 1191)
- Madog ap Gruffydd Maelor (1191 – 1236)
- Gruffydd II ap Madog, senyor de Dinas Bran (1236 – 1269)
- Madog II ap Gruffydd, senyor de Dinas Bran (1269 – 1277)
- Gruffydd Fychan I, senyor de Dinas Bran (1277 – 1289)
- Madog Crypl, senyor de Glyndyfrdwy i senyor de Cynllaith Owain (1289 – 1304)
- Madog Fychan, senyor de Glyndyfrdwy i senyor de Cynllaith Owain (1304 – c. 1325)
- Gruffydd Fychan II, senyor de Glyndyfrdwy i senyor de Cynllaith Owain (c. 1325 – 1369)
- Owain ap Gruffydd, senyor de Glyndyfrdwy i senyor de Cynllaith Owain (1369 – c. 1416)
- Maredudd ab Owain Glyndŵr (1416 – ?)

Prínceps de Powys Wenwynwyn (Powys del Sud)
- Owain Cyfeiliog (1160 – 1195)
- Gwenwynwyn ab Owain (1195 – 1216)